# Abu Iacube Iúçufe I
Abu Iacube Iúçufe I ibne Abde Almumine (em árabe: أَبُو يَعقُوب يُوسُف بن عبد المؤمن; romaniz.: Abū Ia'qūb Iūsuf ibn 'Abd al-Mū'min; m. 29 de julho de 1184), melhor conhecido somente como Abu Iacube Iúçufe ou Iúçufe I, foi califa almóada, governando de 1163 a 1184. Era filho de Abde Almumine (r. 1147–1163). Desde 1155, atuou como governador de Sevilha, no Alandalus, de onde resistiu, em 1159, a um ataque do rebelde Maomé ibne Mardanis. Em 1163, talvez por um golpe de seu irmão Abu Hafes Omar, sucedeu o pai como califa em oposição ao herdeiro presuntivo e seu meio-irmão Maomé. Sua ascensão, contudo, não foi totalmente aceita, e vários notáveis e seus familiares opuseram-se a isso.
No tempo de sua ascensão, levantes se espalharam pelo Magrebe Ocidental contra sua autoridade, cujas origens são variadamente apresentadas nas fontes. Independente da origem, ela foi grave o suficiente para Iúçufe conduzir campanha com seus irmãos Omar e Otomão entre 1165 e 1166. Em março de 1168, após debelar a revolta, Iúçufe começou a utilizar o título califal de miramolim, uma vez que até então só era reconhecido como emir. Na década de 1170, entre 1171 e 1176, conduziu várias campanhas no Alandalus com intuito de fortalecer a posição almóada no país diante da investida de rebeldes e os Estados cristãos do norte. Na década de 1180, fez novas campanhas no Alandalus e foi gravemente ferido no Cerco de Santarém de 1184, falecendo em Sevilha pouco depois.

Revolta de ibne Mardanis em 1150

## Vida

### Origens e ascensão
Iúçufe nasceu em 1138 e era filho do califa Abde Almumine (r. 1147–1163) e Zainabe, filha de Muça Aldarir. Segundo as fontes, era alto, cabelos escuros, pele pálida e rubicunda e grandes olhos. Em 1155, aos 16 anos, foi nomeado governador de Sevilha por seu pai, ofício que ocupou até 1163. À época, concluiu sua formação ali e, por isso, seria tido como o mais culto dos califas almóadas. Em 1159, resistiu ao ataque de ibne Mardanis, que se rebelou contra o Califado Almóada em Múrcia e Valência. Em 1163, Granada foi ameaçada por uma revolta antialmóada conduzida pelos habitantes judeus e apoiada por Hemochico, cunhado de ibne Mardanis. Abde Almamune enviou um exército sob controle nominal de Iúçufe e que matou os judeus de Granada sem misericórdia.
Em 1163, sucedeu o pai em vez de seu meio-irmão Maomé, que era herdeiro presuntivo desde 1155. A ascensão podia ser golpe orquestrado por seu irmão Abu Hafes Omar, que era vizir desde 1160. Às crônicas, Abde Almamune mudou de ideia no leito de morte ao desgostar a atitude de Maomé na peregrinação a Tinmel no inverno anterior, quando Maomé cavalgou bêbado e vomitando diante de seu pai e outros almóadas. A justificativa, porém, pode ser post facto. De início, Iúçufe se limitou a utilizar o título de emir, só assumindo o título califal de miramolim em março de 1168.
Para Amira K. Bennison, Omar optou por apoiar Iúçufe em vez de persuadir Abde Almamune a proclamá-lo califa para evitar suspeitas de usurpação, ao mesmo tempo que, dada a dependência de seu irmão, continuaria controlando os assuntos do Estado como já o fazia desde o tempo de seu pai; o cronista ibne Saíbe Sale, por exemplo, apresentou Iúçufe constantemente deferindo ao julgamento de Omar e descreveu o último como o "príncipe mais exaltado" (alçaíde alalá). Os demais saídes de dividiram, com alguns apoiando o sucessor sem hesitação, enquanto outros se recusaram. Alboácem Ali alegou que seu pai faleceu de desgosto e rancor pelo ocorrido, enquanto Maomé Abedalá, o governador de Bugia, na Ifríquia, ignorou os chamados para jurar lealdade e morreu em 1165 quando finalmente viajou rumo a Marraquexe, a capital almóada. Abuçaíde Otomão, o mais relevante saíde do Alandalus e irmão de Iúçufe, permaneceu em Córdova e se recusou a reconhecê-lo. Omar conduziu grande exército para Ceuta na primavera de 1165, obrigando Otomão a mobilizar suas forças e seus aliados andalusinos em Gibraltar. O encontro, embora descrito pelas fontes como marcado por festividades e recitação de poesia, foi marcado pela tensão entre os irmãos e Otomão foi obrigado a ir para Marraquexe reconhecer o califa, recebendo permissão de ir embora apenas dois meses depois.

### Revolta no Marrocos
Segundo O. Saidi, essa crise sucessória pode ter sido a causa dos levantes que eclodiram no norte do Magrebe Ocidental (atual Marrocos) entre os gomaras, opondo Ceuta e Alcácer Quibir, e que se espalharam pelos vizinhos sanhajas e aurabas e terminaram com a eleição de um líder, que cunhou moedas.  Segundo o mesmo autor, a partir al-Anis al-Mutrib bi Rawd al-Kirtas, se depreende que a agitação iniciou porque o novo califa licenciou o exército recrutado por Abde Almumine à expedição ao Alandalus. Por fim, segundo uma correspondência oficial, a revolta tem uma explicação religiosa, tendo sido conduzida por certo Saba ibne Managuifade e durando 2 anos. Saidi vê a terceira explicação como mais plausível e considera que a resistência maliquita em Ceuta, liderada pelo cádi Iade, pode conferir certa verossimilhança à explicação.
Entre 1165 e 1169, Omar controlou os assuntos militares e políticos, viajando pelo império e conduzindo campanhas militares, enquanto Iúçufe ficou em Marraquexe. Entretanto, devido a inadiável questão rebelde, Iúçufe fez campanha em pessoa ao lado de Omar e Otomão entre 1166 e 1167, e segundo ibne Alatir, a vitória califal foi obtida às custas de um massacre. Ele também confiou o governo de Ceuta a um de seus irmãos, com a missão de vigiar Rife, e aproveitou o momento para garantir sua emancipação política. Ainda em 1166-1167, tomou controle de sua correspondência e em 1168 adotou o título de miramolim e enviou cartas para outros príncipe muminidas em posto para instruí-los a renovar seu juramento de fidelidade e reconhecer seu novo título califal.

### Campanhas no Alandalus

Revolta de ibne Mardanis e seus aliados em 1160

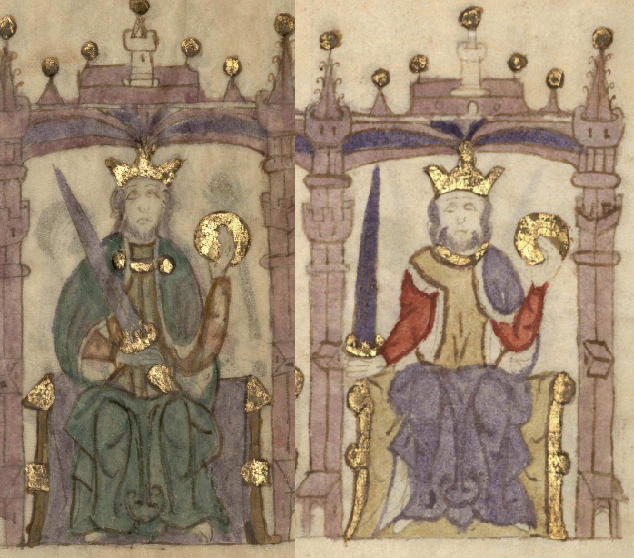
Iluminuras de e

Já em 1165, Omar e Otomão venceram ibne Mardanis e seus mercenários cristãos em nome do califa, mas foram incapazes de tomar a capital rebelde que ainda resistiu alguns anos. Coetaneamente, no Reino de Portugal, Geraldo Sem Pavor, capitão do rei Afonso I (r. 1112–1185), apossou-se de várias localidades e depois empreendeu, junto do rei, o assédio de Badalhouce, salva pela intervenção do rei Fernando II (r. 1157–1188), aliados dos almóadas. Anos depois, após o outono de 1169, por 14 meses, Iúçufe foi acometido por uma doença, com seus médicos, inclusive ibne Tufail, receitando-o todo tipo de comidas e bebidas para recuperá-lo. No inverno de 1170-1171, reuniu um grande exército com a intenção de invadir o Alandalus. Para Bennison, os principais objetivos da campanha eram mostrar o califa aos súditos e espalhar o custo da manutenção do exército e seu séquito através de seus domínios.
Se fixou em Sevilha em 1171, convertendo-a na capital do império, e até 1176 conduziu algumas campanhas. Graças à conquista de Xaém, Múrcia e Valência em 1172, os almóadas alcançaram o apogeu no Alandalus, apesar da crescente ameaça de castelhanos e portugueses. Em 1172‑1173, cercou Huete (Uabda), centro recém-repopulado que constituía ameaça para Cuenca e à fronteira, mas abandonou-o com a aproximação dos castelhanos e fugiu para Múrcia, onde o exército foi licenciado. Em 1176, regressou ao Marrocos, onde enfrentou a algumas rebeliões.
Entre 1179 e 1181, Iúçufe conduziu expedições contra Portugal, atacando e/ou tomando várias praças: no começo de 1180, tomou e demoliu Coruche  e atacou Porto de Mós, que estava sob defesa da Ordem de Avis; entre junho e julho, enviou sua frota à zona costeira entre o cabo Espichel e a baía de Setúbal, confrontando Fuas Roupinho; entre 1180 e 1181, sitiou e tomou Évora, mas foi retomada em abril de 1181 por Afonso I; Abrantes e Lisboa foram assaltadas. Roupinho, em retaliação, fez duas campanhas contra Ceuta, uma em 1180, que termina em vitória portuguesa, e outra em 1182, que custa sua vida próximo a Silves, no Algarve.
Em 1181‑1182, Iúçufe chega a Marraquexe com seu exército, onde incorpora contingentes árabes da Ifríquia conduzidos pelo xeique Abu Sirane Maçude ibne Sultão. Em 1183, o Alandalus sofria enorme pressão de forças castelhanas e portuguesas em Sevilha e os leoneses sitiaram Cáceres. Em dezembro, Iúçufe reuniu um grande exército que dirigiu-se contra o Alandalus. Cruzou o estreito de Gibraltar e entrou em Sevilha em 25 de maio de 1184. Saiu da cidade em 7 de julho à Badalhouce e então dirigiu-se a oeste rumo a Santarém, onde chegou em 27 de junho. A cidade estava sob defesa de Afonso I, mas Iúçufe decidiu sitiá-la. O cerco durou até 3 ou 4 de julho, quando decidiu abandonar o cerco antes de iminente chegada de Fernando II e foi gravemente ferido na confusa retirada e morreu. Sua morte foi escondida até o exército alcançar Sevilha, onde seu filho Abu Iúçufe Iacube foi proclamado.

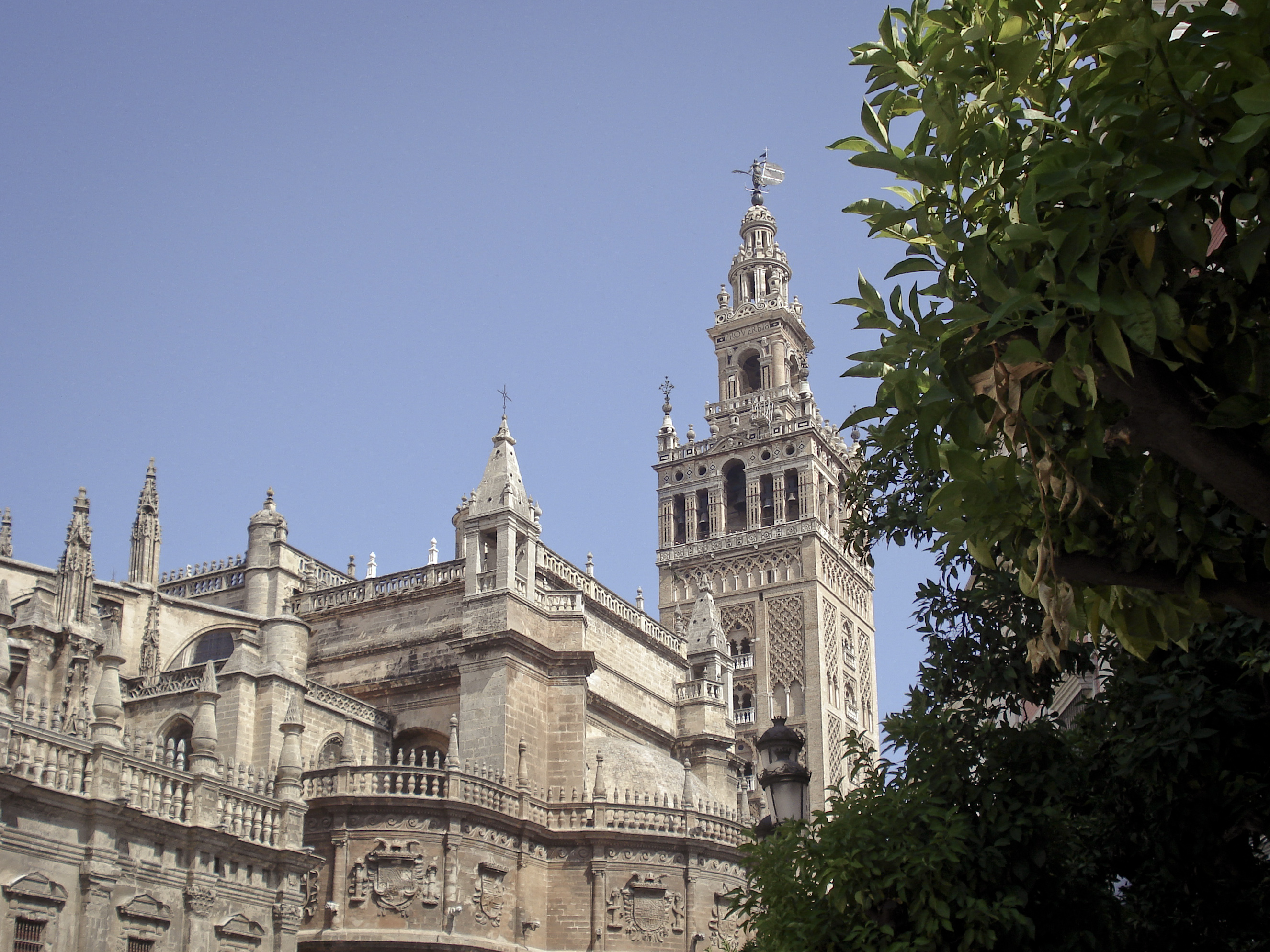
Catedral de Sevilha e a Giralda

## Obras
Ao estabelecer-se em Sevilha, ordenou a construção de grandes obras como a ponte flutuante e os cais do Guadalquivir, o aqueduto, as alcáçovas, o projeto da mesquita (atual Catedral de Sevilha), o pátio de Iesso no alcácer, os palácios da Buaira que encomendou ao arquiteto Ahmad Ben Baso, além da restauração dos arruinados Canos de Carmona. Pouco antes de morrer, ao voltar para Sevilha, ordenou a edificação da Giralda, o minarete da mesquita sevilhana. Também reforçou as muralhas e construiu a fortaleza de Alcalá de Guadaíra.
Como no tempo de seu pai, nomeou para os governos provinciais irmãos, filhos e sobrinhos, e descendentes de destacados notáveis dos primeiros dias do movimento almóada. Ele é considerado o mais culto dos califas almóadas, e seu patronato e construções relacionam seu reinado, e seu nome está intimamente ligado a Averróis e ibne Tufail, que fazia parte da corte culta do califa.